# Ontwikkeling van de radar in Duitsland

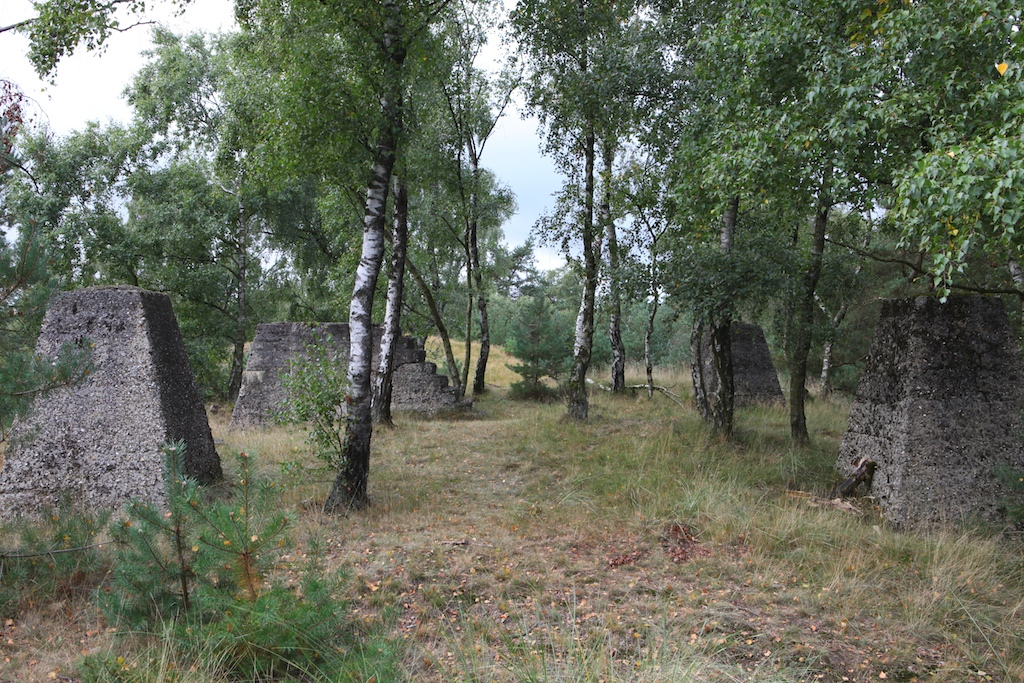
Overblijfselen van de Teerose

De ontwikkeling van de radar in Duitsland geeft een overzicht weer vanaf de eerste Duitse pogingen om een radarsysteem te ontwikkelen tijdens de Weimarrepubliek tot de sterke technologische vooruitgang die is ontstaan op radargebied tijdens het Derde Rijk.

## Voorgeschiedenis
De detectie van metalen objecten door middel van reflectie van hoogfrequente radiogolven begon in 1904 met de Duitse ingenieur Christian Hülsmeyer die Duitse en buitenlandse patenten implementeerde in een apparaat dat de Telemobiloscoop werd genoemd. Het principe van zijn uitvinding was echter niet nieuw. Heinrich Hertz gaf in 1886, toen werkzaam aan de universiteit van Karlsruhe, een demonstratie dat elektromagnetische golven werden uitgestraald door middel van andere elektrische geleiders. Hoewel Hülsmeyer met zijn telemobiloscoop een eerste vorm van radar had ontwikkeld, weigerde het bedrijf Telefunken zijn patent aan te kopen. Zijn uitvinding bleek te radicaal voor de toenmalige tijdgeest.
Tijdens de Eerste Wereldoorlog kwam Richard Scherl, zoon van Duits mediamagnaat August Scherl, op het idee radiogolven te gebruiken als een detectiemedium. Hij wist niets af van het bestaan van Hülsmeyers telemobiloscoop en samen met de controversiële sciencefictionschrijver Hans Dominik ontwikkelde hij de Strahlerzieler en produceerde hij een prototype dat werkte met een golflengte van 10 cm. In februari 1916 zond Richard Scherl de technische details van de Strahlerzieler naar de toenmalige Duitse Keizerlijke Marine, maar zijn voorstel werd afgewezen wegens de vermeende niet-toepasbaarheid in oorlogstoepassingen. Ook dit ontwerp was zijn tijd voor en de vooruitstrevende ideeën van Hülsmeyer en Scherl zouden nog tientallen jaren moeten wachten totdat men de toepasbaarheid ervan zou inzien.
In de zomer van 1926 waren de Amerikanen Breit en Tuve de eersten om de principes van radar praktisch toe te passen. Ze maten de hoogte van de ionosfeer via echo's van de uitgezonden radargolven. Verder waren er in de jaren '20 veel radioamateurs over de ganse wereld die de aandacht vestigden op het gebruik van hoogfrequente elektromagnetische golven. Hun ideeën werden snel gevolgd door Frankrijk, Groot-Brittannië, de Verenigde Staten en Duitsland, die zich als grootmachten wilden manifesteren in de technologische vooruitgang.

## Tijdlijn

### 1929 - 1933: De Nachrichten-Versuchsabteilung (NVA)
Het was de Duitse Marine die interesse toonde in de ontwikkelingen van de hoogfrequente radiotoepassingen. In 1929 begon de Nachrichten-Versuchsabteilung (NVA) te Kiel te werken aan een horizontale geluidslijn die geschikt was om objecten onder water te detecteren aan de hand van gereflecteerde geluidsgolven (dit was de voorloper van de sonar). Dr. Rudolf Kühnhold, directeur technologie bij het NVA, besliste om eenzelfde principe te gebruiken in een droge omgeving met behulp van radiogolven. Het was in 1933 toen de NVA samen met het Berlijns bedrijf Pintsch erin slaagde om echo's van radiogolven uit een 13,5 cm-zender, bij een zendvermogen van 100 milliwatt, te ontvangen met behulp van een paraboolantenne. Doch aangezien de technische middelen en kennis in die tijd beperkt waren én het zendvermogen te laag was, kon men nog geen echo's detecteren van radiogolven uitgestraald op metalen voorwerpen.

### 1934 - 1936: De Gesellschaft für Elektroakustische und Mechanische Apparate (GEMA)

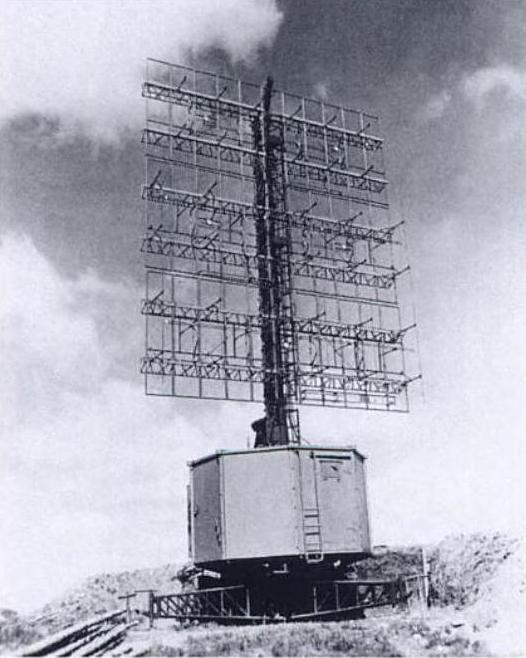
De Freya

Rond dezelfde tijd bracht het Nederlandse bedrijf Philips Eindhoven, de technologische pionier in het radiogebied, een 50 watt-magnetron op de markt. De Duitse wetenschappers kochten er een aantal om het uitgangsvermogen van hun zenders te verhogen tot 80 watt, maar de zender bleek te onstabiel tijdens de testen. Dr. Kühnhold vroeg het Duitse bedrijf Telefunken om de ontwikkeling van de zender over te nemen, doch deze weigerde het aanbod.  Dr. Kühnhold nam het initiatief om dan in 1934 een stichting op te richten ter bevordering van het elektronisch onderzoek, de zogenaamde Gesellschaft für Elektroakustische und Mechanische Apparate. Het GEMA nam de leiding en prototypes over van het NVA-projekt en werkten aan een radiozender met een golflengte van 48 cm (630 MHz-frequentieband). Tijdens de testen van het prototype op het slagschip Hessen concludeerden ze dat het zendsignaal in een pulsvorm moest worden uitgezonden.
Ondertussen was de initiële aannemer van NVA, het bedrijf Pintsch uit Berlijn, door de komst van de concurrent Telefunken gestimuleerd om beter te presteren en slaagde erin om het zendvermogen van hun eerste ontwerp (13,5 cm-zender) te verhogen naar 300 mW. Door de zender en ontvanger 10 meter (30,4 voet) uit elkaar te zetten, kon met dit systeem de echo van het testschip Welle (voordien Grille) gedetecteerd worden tot op een maximumafstand van 2 kilometer. Bij andere tests met een UHF-radiotelefoon kon men tot 43 km reikwijdte gaan (van Helgoland tot Wangerooge).
De twee bedrijven, Telefunken enerzijds en Pintsch anderzijds, voerden een race tegen de klok om elkaars ontwikkelingen te overtreffen. GEMA slaagde erin om met hun 48 cm-set een resultaat te boeken over een bereik van 300 m en later in oktober 1934 kon men een radarecho detecteren van het testschip Welle over een afstand van 12 km. Tests in 1935 gaven weer dat signalen met een langere golflengte (lambda) geen neveneffecten veroorzaken en dat de kwaliteit van de reflectie afhankelijk is van het object waar de radiogolven op worden gereflecteerd. Hierna werd besloten om een nieuwe zender te maken die werkte met 2 m-golven (~150 MHz). GEMA koos tevens voor het ontwerp van Pintsch met hun 13,5 cm-zender gebaseerd op de magnetron-elektronenbuizen. De magnetron bleek al gauw niet stabiel genoeg en genereerde een lager uitgangsvermogen dan gewenst. Deze problemen werden verholpen door een hoog-vermogen magnetron (een zogenaamde caviteit) te gebruiken, doch de ontwikkeling ervan kwam zeer traag op gang.
Op 26 september 1935 werd een verbeterde versie van de 48 cm-set gedemonstreerd aan bevelhebber Groot-Admiraal Raeder, aan het hoofd van de Duitse marinevloot Admiraal Rolf Carls, aan het hoofd van het Marinewaffenamt, Admiraal Karl Witzell en aan andere hooggeplaatste marineofficieren. Tijdens de test fungeerde de kanonneerboot Bremse als radardoel en goede resultaten werden geboekt. Hierna besloot de Duitse marine om verscheidene projecten op te starten en veranderde de dubieuze codenaam Elektrische Position in DeTe (Dezimeter Telegraphie). De Duitse marineradars staan bij de zeelui sindsdien dan ook bekend als DeTe-Gerät en werden soms onjuist omschreven als Deutsche Technisches Gerät. Bij de invoering van het DeTe-Gerät wist slechts een handvol zeelui welk doel het grijze schakelbord en de antennes op het schip hadden. De naam DeTe-Gerät werd gebruikt tot in de eerste helft van de Tweede Wereldoorlog. Voor de 48 cm radarset terugging naar het GEMA-instituut werd ze nog eerst op het schip Welle geplaatst en zo was dit het eerste Duitse schip dat een marineradar geïnstalleerd had. Om de nauwkeurigheid van deze radar te verhogen, werd het ontwerp omgevormd in een 82 cm-radar (368-370 MHz), waardoor de voorganger van het Duits Seetakt-radarsysteem is geboren.
Nog in 1935 ontwikkelde Telefunken een radar die gebaseerd was op de 50 cm-golflengte en een parabolische antenne, wat de voorloper van het Würzburg-radarsysteem werd. Dit systeem was oorspronkelijk een landsysteem, maar werd later gebruikt in scheepstoepassingen.
In februari 1936 werkte het GEMA-instituut de hiervoor vermelde 2 m-radar af met de uiteindelijke golflengte 1,8 m (165 MHz) en een uitgangsvermogen van 8 kilowatt. Bij een test werd een vliegtuig vanaf een afstand van 28 km gedetecteerd en de Duitsers besloten om dit systeem te gebruiken als een luchtwaarschuwingssysteem. Het werd hiermee de voorloper van het Freya-systeem.

### 1937 - 1938: Koplopers GEMA, Telefunken, Siemens, Lorenz en AEG
In de aanloop naar de Tweede Wereldoorlog manifesteerden vele kleine Duitse firma's zich in de ontwikkeling van radar en de magnetrons. Doch wegens de geheimhouding en de financiële bedragen die ermee gemoeid waren, werd de ontwikkeling vooral geconcentreerd bij het GEMA-instituut en de bedrijven Telefunken, Siemens, Lorenz en AEG.
De ontwikkeling van de radar werd tevens opgesplitst in drie basisradarsystemen voor militaire toepassingen:
- radar voor de luchtmacht,
- radar voor de marine,
- radar voor het anti-vliegtuiggeschut.

De Duitse wetenschappers hadden het gebruik om hun radarsysteem met vaste frequenties te ontwerpen. De drie basisradarsystemen hadden elk hun eigen frequentie, zoals gevraagd door het Identification friend or foe-systeem.
- 125 MHz voor de luchtmachtradar,
- 368 MHz voor de marineradar,
- 560 MHz voor de FLAK radar.

### 1939 - 1945: Tweede Wereldoorlog

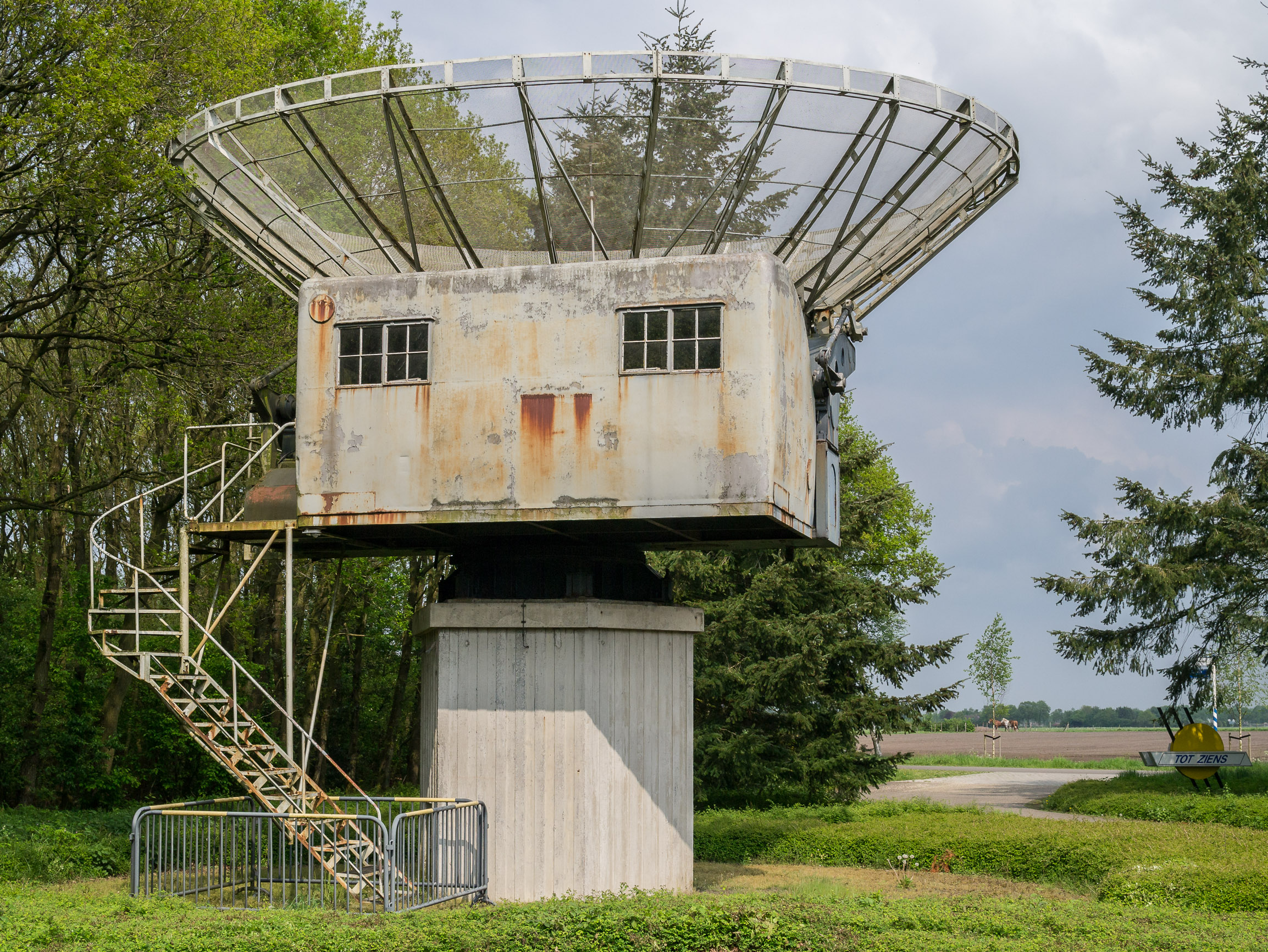
De Würzburg

Bij het uitbreken van de Tweede Wereldoorlog werd de ontwikkeling van de radarsystemen een complex gegeven, waardoor de historische geschiedenis moeilijk kan worden weergegeven. In hoofdlijnen begon de radarontwikkeling over drie basissystemen: een voor de luchtmacht, een voor de marine en een voor FLAK. Elk van deze drie ontwikkelingen was gericht naar de specifieke noden en eisen van hun eindgebruiker. Het moet opgemerkt worden dat er nauwelijks een officiële samenwerking was tussen de ontwikkelaars van deze drie basissystemen, deels wegens de geheimhouding, deels wegens jaloezie. Aan de andere kant werkten de hoofdbedrijven (GEMA, Siemens, Telefunken, Lorenz en AEG) mee aan alle drie projecten en gebruikten ze vanzelfsprekend hun eigen principes over de drie projecten heen.
Pas in de tweede helft van de Tweede Wereldoorlog was er overleg om een uniform systeem te bepalen voor de benoeming van de radarsystemen. Tot dan toe bestonden er zes verschillende benoemingsschema's.
Toen nazi-Duitsland het moeilijk begon te krijgen in de Sovjet-Unie, voerde het een rationalisatie in. Een bevel van Adolf Hitler (Führerbefehl) werd uitgevaardigd dat inhield dat alle wetenschappelijke projecten binnen een termijn van zes maanden inzetbaar moesten zijn aan het front; zo niet, dan werden ze onmiddellijk stopgezet. Het hoofd van Telefunken, Dr. Runge, zag hierdoor geen nut meer in de cm-radar en stopte de ontwikkeling ervan. Tegen eind november 1942 werden zowel de DMW- (Dezimeterwellen, UHF) als de CMW- (Centimeterwellen, SHF) -laboratoria gesloten. Generaal Martini heeft nog getracht om ze weer op te starten, maar het ministerie van Luchtvaart (Reichsluftfahrtministerium, RLM) weigerde. Op 15 januari 1943 werd de beslissing onherroepelijk.
Maar toen op 2 februari 1943 een Britse Pathfinder Stirling neerstortte bij Hendrik-Ido-Ambacht (ca. 15 km oostelijk van Rotterdam) in Nederland vonden de Duitsers een vreemd voorwerp in de wrakstukken. Het waren de overblijfselen van een H2S cm-radar (serienummer 6). Daarna hieven de Duitsers alle maatregelen voor het stopzetten van het cm-radaronderzoek onmiddellijk op. Ze noemden de gevonden H2S-radar het Rotterdam Gerät en drie weken nadat de Stirling-bommenwerper neerstortte, kwam een Duitse werkgroep bijeen, de Arbeitsgemeinschaft Rotterdam - AGR, met Dr. Brandt als voorzitter. De werkgroep kreeg volledige volmachten en begon een race tegen de klok om de Britten in te halen en voorbij te streven. Omdat de ontwikkeling van de cm-radar een groot wetenschappelijk terrein besloeg, werd besloten om parallel aan verschillende projecten te werken.

## Overzicht van de projecten en genomen beslissingen
1. Onderzoek naar het Rotterdam Gerät om zo snel mogelijk een 9 cm-radar te ontwerpen. Dit project kreeg de codenaam Berlijn.
2. De ontwikkeling van een H2S-radardetector met automatische doelzoeker. Dit project kreeg de codenaam Naxos.
3. De ontwikkeling van een cm-ontvanger (superheterodyne SHF). Dit project kreeg de codenamen Korfu.
4. Kornax was de laatste combinatie van het Korfu- en Naxos-systeem.
5. Start van het onderzoek en de ontwikkeling van een Duitse caviteitsmagnetron (LMS10), SHF-coaxkabel en ander materieel.
6. De samenwerking en integratie van de Duitse industrie, universiteiten en militaire organisaties in verschillende projecten, waaronder radarontwikkeling. Telefunken werd de hoofdaannemer van deze opzet.